# Cory Doctorow
Cory Doctorow, född 17 juli 1971 i Toronto, Ontario, är en kanadensisk science fiction-författare, bloggare och journalist. Han är aktivist för att uppluckra copyrightlagar och förespråkare för Creative Commons-organisationen, bland annat genom att använda några av deras licenser för sina böcker. Han behandlar gärna teman som Digital Rights Management, fildelning och bristekonomi i sina verk och som redaktör på bloggen ”Boing Boing”.  

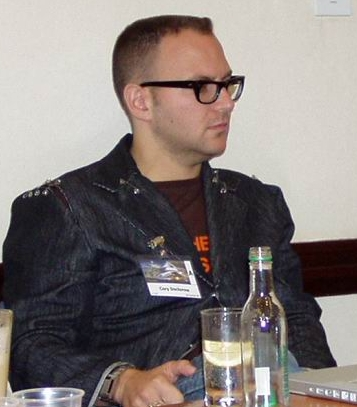
Cory Doctorow på Worldcon 2005 i Glasgow.